# کارملا تسپکولنکو
کارملا تسپکولنکو (اوکراینی: Кармелла Семенівна Цепколенко؛ زادهٔ ۲۰ فوریهٔ ۱۹۵۵) مربی موسیقی، و آهنگساز اهل اتحاد جماهیر شوروی سوسیالیستی است.